# Трн
Трн је оштар израштај на биљци који има заштитну улогу. Настаје као преображаји појединих биљних органа.

## Преображај изданка
Код неких биљака, изданак се преображава у трн. Такве биљке су карактеристичне за сува и врела станишта. Занимљиво је да те биљке неће преобразити своје изданке у експерименталним условима када се повећа влажност ваздуха. Трнови су секундарно задебљали и тврди због одрвењавања ћелија. Овакво трње се јавља код трњине, јабуке, крушке, шљиве и других културних и дивљих врста. Гледичија образује трокрако гранате трнове.

## Преображај листа
Лист код неких биљака се делимично или потпуно преображава у трње. Код шимширике се цео лист преображава, па је таква метаморфоза потпуна. При томе обично очвршћавају главни и јачи бочни нерви, док се слабији заједно са мезофилом губе. Код неких листова ове биљке одрвењава само главни нерв, а код других и део мезофила. У пазуху овог трња се развијају пупољци, што је доказ да се лист преобразио. Делимичан преображај је запажен код паламиде, стричка и зеленике. Код ових биљака су само завршеци нерава прешли у трње.

## Преображај корена
Неке врсте развија трње и из свог корена. Такав је случај са врстом палме Acanthorhiza aculeata која има заправо негативно геотропно корење, без длака и капе, настало адвентивним путем, које обавија стабло. Дебело је, чврсто, са оштрим врхом и са бочним трновима, што све заједно биљци обезбеђује добру заштиту. Сачињено је из склеренхимских ћелија дебелих зидова.